# Parafia Ewangelicko-Augsburska w Suwałkach
Parafia Ewangelicko-Augsburska w Suwałkach – luterańska parafia w Suwałkach, należąca do diecezji mazurskiej Kościoła Ewangelicko-Augsburskiego w RP. Jej siedziba mieści się przy ulicy Kościuszki. Pod względem terytorialnym obejmuje miasto Suwałki oraz powiaty augustowski, sejneński, suwalski, olecki i część gołdapskiego. Posiada kaplicę filialną w Gołdapi.

## Historia

### Suwałki
Ludność ewangelicka zamieszkująca okolice Suwałk składała się w większości z Mazurów, przybyłych na te tereny głównie z Olecka, w wyniku kolonizacji rozpoczętej od 1793. We wsi Chmielowka zamieszkało wtedy czterdzieści rodzin osadników. Dzięki zabiegom ks. Andrzeja Grabowskiego została tam utworzona parafia luterańska, a jej oficjalna działalność rozpoczęła się w 1802 i pozyskała równocześnie stałego duszpasterza. Nabożeństwa prowadzone były w wynajmowanych lokalach.
1 sierpnia 1838 siedziba parafii została przeniesiona do Suwałk, a jej pierwszym proboszczem został ks. Fryderyk Wilhelm Grabowski. W latach 1839–1841 wybudowano kościół Świętej Trójcy. Kolejnym proboszczem został ks. Władysław Wernic, który obejmował stanowisko w latach 1884–1913. Po nim funkcję tę pełnił ks. Zygfryd Oskar Loppe.
W 1921 parafia suwalska liczyła 2794 wiernych, posiadała ponadto filiały w Augustowie z 205 wiernymi oraz w Sejnach, do którego należało 313 członków. Przed wybuchem II wojny światowej liczba członków wzrosła do ok. 4500, licząc razem z filiałami. Od 1925 stanowisko proboszcza objął ks. Wilhelm Borkenhagen, które piastował do 1943.
W 1941 władze okupacyjne uznały wszystkie osoby wyznania ewangelickiego za Niemców i zmusiły do podpisania Volkslisty. Osoby niezgadzające się na to były wysiedlane na terytorium Generalnego Gubernatorstwa bądź więzione.
Po zakończeniu II wojny światowej w 1945 budynek ewangelickiego kościoła został przejęty przez wiernych kościoła rzymskokatolickiego. Na skutek wysiedleń nastąpił również znaczny spadek liczby członków parafii. W 1947 Suwałki zamieszkiwało 101 ewangelików. 
Życie religijne było tu na nowo organizowane przez ks. Baertoldta Rückerta z parafii w Piszu, który prowadził pierwsze powojenne nabożeństwa.
Na mocy decyzji sądu, kościół św. Trójcy w Suwałkach został w 1952 zwrócony ewangelikom bez wyposażenia, natomiast świątynia w Sejnach pozostała katolicka. Pierwsze nabożeństwo w odzyskanym suwalskim kościele zostało poprowadzone przez ks. Rückerta 22 czerwca 1952. Obraz ołtarzowy z suwalskiego kościoła przedstawiający Ostatnią wieczerzę oddano parafii w 1954. 
Kolejnym duszpasterzem miejscowych ewangelików został ks. Eugeniusz Sauter z parafii w Wydminach. Czynił on starania o zorganizowanie na plebanii mieszkania dla księdza, jednak władze kościelne nie zdecydowały się na wysłanie tu własnego duchownego. W czerwcu 1954 pomieszczenia mieszkalne w budynku plebanii zostały wynajęte.
Do następnych duchownych obsługujących parafię należeli ks. Maksymilian Cybulla z parafii w Rynie, ks. diakon Czesław Gostomski z Olecka, ks. Emil Żmijewski z parafii w Węgorzewie i ks. Jerzy Drzewiecki z parafii w Ełku. Natomiast od sierpnia 1964 do roku 1970 funkcję duszpasterza zboru sprawował ks. Otton Jaworski. W 1965 liczba luteran w mieście osiągnęła około 200, w późniejszym okresie kadencji ks. Jaworskiego spadła do 170 osób. 
W listopadzie 1970 suwalska parafia została zdegradowana do stacji kaznodziejskiej podległej parafii w Ełku.
Następcą ks. Jaworskiego na stanowisku duszpasterza w Suwałkach został ks. Władysław Pilch, proboszcz parafii w Mikołajkach. 
W 1973 powstała inicjatywa wybudowania w Suwałkach plebanii. W tym czasie została wystosowana prośba jednego z suwalskich księży rzymskokatolickich o przekazanie mu zarządu nad kościołem ewangelickim, określane w piśmie jako jego wypożyczenie, motywowane rzekomą troską o stan techniczny budynku. Ewangelicy mieli zachować prawo do prowadzenia nabożeństw w świątyni, jednak jedynie w ustalonych wcześniej godzinach.
Administracja nad parafią w Ełku wraz z podległa jej stacją kaznodziejską w Suwałkach została w lipcu 1975 objęta przez giżyckiego proboszcza ks. Janusza Jaguckiego. 
Suwałki stały się siedzibą parafii w 1982 w wyniku przemianowania parafii w Ełku na parafię w Suwałkach i przeniesienia jej siedziby. Spowodowane to było faktem zamieszkania tam znacznie większej liczby wiernych niż w Ełku, a także posiadaniem własnej świątyni. Ełcki zbór użytkował wówczas jedynie wynajętą część kaplicy należącej do kościoła prawosławnego. Ełk i Gołdap stały się wówczas stacjami kaznodziejskimi parafii w Suwałkach. 
W 1984 powrócono do pomysłu budowy w Suwałkach plebanii, którą miał zamieszkiwać własny duchowny. W lipcu 1985 pracę w parafii rozpoczął magister teologii Jerzy Below, odbywający tu praktykę kandydacką. W związku z tym proboszcz-administrator ks. Janusz Jagucki zwrócił się z prośbą do Urzędu Miejskiego w sprawie umożliwienia zamieszkania praktykanta w dawnym budynku plebanii.
Ksiądz Jagucki pełnił stanowisko administratora suwalskiej parafii do 30 września 1986, kiedy to zrezygnował z tej funkcji, a zarząd nad zborem został przekazany ks. seniorowi Pawłowi Kubiczkowi. Od października 1986 miejscowych wiernych obsługiwał ks. Jerzy Below, przyjeżdżający z Rynu.
21 listopada 1986 została zakupiona nieruchomość przy ul. Mereckiego, którą przystosowano na plebanię. Posługę duszpasterską w Suwałkach ks. Below pełnił do końca 1986. Zastąpił go praktykant Paweł Kubiczek, a później Piotr Sitek, który pracował tu do listopada 1987. Administracja nad parafią w 1988 powróciła do ks. Janusza Jaguckiego
Parafia pozbawiona była proboszcza na miejscu od czasu II wojny światowej do 1 października 1991, kiedy funkcję proboszcza-administratora objął ks. Piotr Sitek, następnie wybrany na stanowisko jej pierwszego powojennego proboszcza. Parafia liczyła wówczas około 100 wiernych. Ksiądz Sitek pełnił ten urząd do sierpnia 1997. Jego następcą, najpierw jako administrator, a później proboszcz, został w okresie od 1 września 1997 do 31 października 2007 ks. Robert Penczek. Później administrację nad parafią objął ks. Tomasz Wigłasz z parafii w Białymstoku, a praktykę kandydacką pełnił tu Dawid Banach. Po ordynacji, od stycznia 2015 ks. Banach przejął stanowisko proboszcza-administratora, a 24 listopada miała miejsce jego instalacja na proboszcza.

### Augustów
Nieliczna społeczność ewangelicka w Augustowie pozyskała na potrzeby zboru w 1819 budynek mieszczący wcześniej magazyn furażowy. Obiekt ten został jednak w 1833 przekształcony w wojskowy magazyn, wobec czego w 1833 członkowie miejscowego zboru skierowali wniosek do namiestnika Iwan Paskiewicz o zezwolenie na budowę ewangelickiego kościoła. Wobec wydanej zgody, w 1838 zakupiona została potrzebna działka, a budowę drewnianej świątyni przeprowadzono w latach 1840–1841. W kolejnych latach trwały prace wykończeniowe. 
W 1910 duszpasterzem miejscowych wiernych został ks. superintendent Władysław Wernitz. Natomiast według statystyki z 1921 zbór stanowił filiał podległy parafii w Suwałkach, administrowany przez tamtejszego proboszcza i liczył 205 wiernych. Do jego majątku, oprócz kościoła, należał również dom z ogrodem.
Kościół ewangelicki w Augustowie został zniszczony w trakcie II wojny światowej. Nie doszło do jego odbudowy. Wierni z Augustowa uczęszczają na nabożeństwa do kościoła w Suwałkach.

### Gołdap

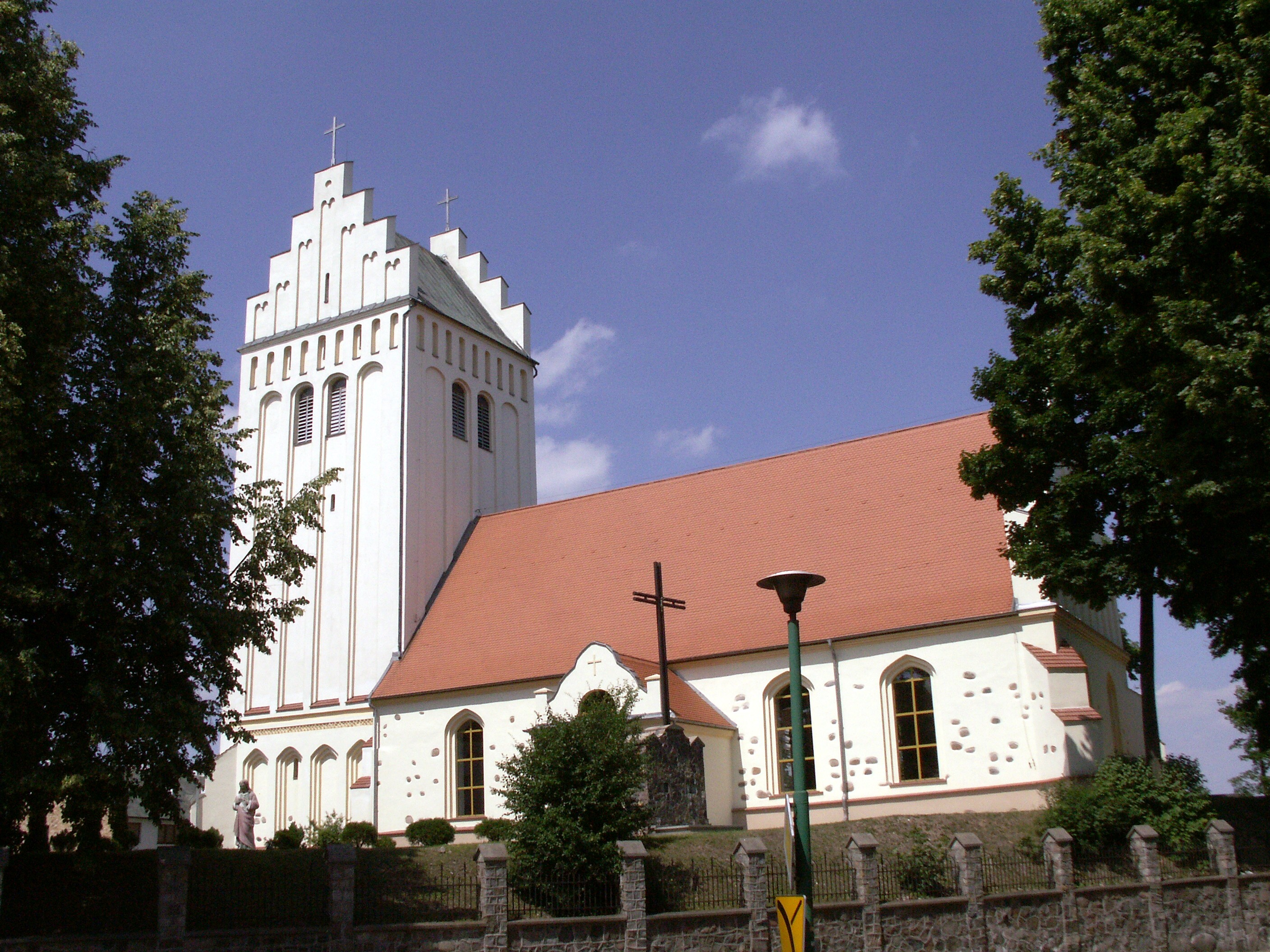
Dawny kościół ewangelicki w Gołdapi, obecnie konkatedra rzymskokatolicka

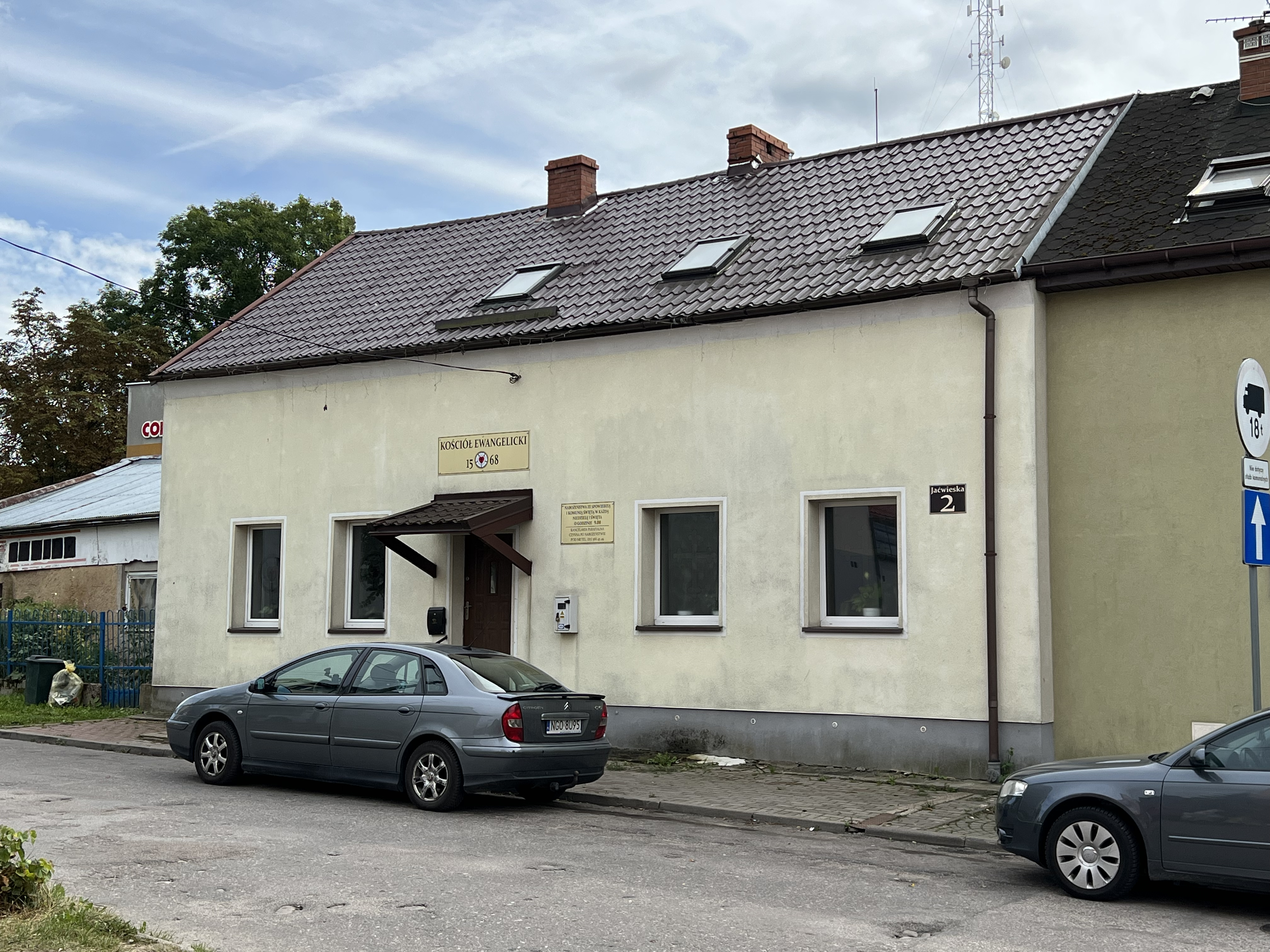
Kaplica ewangelicka w Gołdapi

Pierwsza wzmianka o rezydującym tu ewangelickim proboszczu pochodzi z 1568. Nabożeństwa prowadzone były w domach wiernych lub w tymczasowej drewnianej kaplicy do około 1570. Wydany wówczas przywilej lokacyjny Gołdapi zapewniał parafii ziemię pod budowę kościoła, na urządzenie cmentarza oraz powstanie budynków probostwa, wikarówki i szkoły. Gotycki kościół ewangelicki w Gołdapi został wybudowany w drugiej połowie XVI wieku. Natomiast w dokumencie z 1585 burmistrz miasta pisze o niemożliwości postawienia budynków dla duchownych oraz z szkoły w wyniku biedy panującej w mieście. W wyniku braków w wyposażeniu tutejszej świątyni, polecono je przekazać przez parafie w Tapiewie i Ragnecie. 
Granice parafii były niestałe, a wsie do niej należące zmieniały przynależność pomiędzy Gołdapią, a Grabowem. Ostatecznie przynależność administracyjna poszczególnych miejscowości została określona w 1591.
Według pisma proboszcza Wawrzyńca Buchholza z 22 października 1589 kościół pozostawał nadal nieukończony, brakowało na nim dachu. Duchowny zwracał się z prośbą o pomoc finansową i budowę dachu. Parafia i mieszkańcy nie dysponowali stosownymi środkami na ten cel. W kolejnym dokumencie ksiądz donosił, że kościół został pokryty w połowie słomą, przez którą przesiąkał jednak deszcz. 3 marca 1590 parafii podarowano dachówki. Świątynia wielokrotnie ulegała w kolejnych latach zniszczeniom w wyniku kilku pożarów oraz najazdów wojsk. Była ona odbudowywana i powiększana. 
Niedaleko kościoła zlokalizowany został cmentarz. Kiedy w 1782 zabronione zostały pochówki w obrębie murów miejskich, założona została nowa nekropolia położona w sąsiedztwie Bramy Wystruckiej.
Drugi kościół ewangelicki na terenie miasta został wzniesiony w 1860 na środku miejskiego rynku. Była to budowla w stylu neogotyckim i posiadała wysoką wieżę.
Według danych z lat 20. XX wieku w Gołdapi oraz w polskich miejscowościach zamieszkiwało około 14 000 ewangelików.
W wyniku działań wojennych, w 1944 starszy kościół ewangelicki został ostrzelany i spalony, a jego ruiny rozebrano. Rok później został zniszczony również nowy kościół na rynku.
Nabożeństwa na terenie miasta nie odbywały się do 1955. 17 sierpnia tego roku ks. Czesław Gostomski zamieszkały w Mrągowie wystosował prośbę do Powiatowej Rady Narodowej w Gołdapi o pozwolenie na organizację nabożeństwa w dniu 4 września 1955 oraz o pomoc w pozyskaniu miejsca na ten cel. 
Zgodę uzyskano, toteż od tego dnia posługi wznowiono i prowadzone były one w jednym z pomieszczeń zlokalizowanych w mieszkaniu prywatnym jednej z parafianek. Wówczas miasto wraz z okolicami zamieszkiwało około 300 wiernych, z czego 200 osób stanowili przybysze z Suwalszczyzny.
W 1955 zostały rozebrane pozostałości nowego kościoła ewangelickiego.
1 listopada 1955 ks. Czesław Gostomski został administratorem gołdapskiego zboru, dojeżdżając nadal z Mrągowa. Rok później przeniósł się do Olecka i stamtąd przybywał do Gołdapi. W czerwcu 1956 parafia oficjalnie otrzymała użytkowane przez nią pomieszczenie, w którym po remoncie urządzono kaplicę, poświęconą 15 lipca 1956. W uroczystości oprócz ks. Gostomskiego wziął udział ks. konsenior Władysław Pilch. 
Liczba członków miejscowej społeczności ewangelickiej zmniejszała się w związku z wyjazdami. Po opuszczeniu kraju przez ks. Gostomskiego zborem zaopiekował się ks. Emil Żmijewski z parafii w Węgorzewie. W 1963 zbór liczący 39 wiernych został przekształcony w stację kaznodziejską parafii węgorzewskiej. 
W 1963 właścicielka domu, w którym znajdowała się kaplica, z powodu wyjazdu do RFN przekazała całą nieruchomość na rzecz skarbu państwa. 28 sierpnia tego roku ks. konsenior Edward Busse z upoważnienia Rady diecezji mazurskiej podpisał dziesięcioletnią umowę dzierżawy przez Kościół Ewangelicko-Augsburski w PRL całego domu wraz z działką oraz znajdujących się na niej budynków gospodarczych. Od 1963 z kaplicy korzystali również wierni kościoła prawosławnego. Z powodu napięć między dwoma wspólnotami, z dzielenia kaplicy zrezygnowano.
W końcu 1963 ks. Żmijewski wyjechał, w związku z czym administrację nad gołdapską stacją kaznodziejską przejęła parafia w Ełku. W lipcu 1970 zarząd nad zborem przekazano parfafii w Giżycku. 
Ostatecznie 29 czerwca 1971 parafia otrzymała wynajmowaną nieruchomość na własność. Od 1980 administracja nad zborem w Gołdapi powróciła do parafii ełckiej, w 1982 przemianowanej na parafię w Suwałkach.
W latach 1981–1984 stary kościół ewangelicki został odbudowany jako świątynia rzymskokatolicka.
W 2014 filiał w Gołdapi skupiał około 30 wiernych.

### Olecko
Pierwszym oleckim duszpasterzem ewangelickim był ks. Wawrzyniec Prostka, pełniący urząd w latach 1552-1581. Parafia została uruchomiona w Olecku w momencie założenia miasta w 1560. Pierwszy kościół ewangelicki powstał na wzgórzu pośrodku rynku. Do jego budowy użyto drewna, w związku z tym wielokrotnie padał ofiarą pożarów.
Tutejszym proboszczem w latach 1588–1589 pozostawał ks. Jan Schenckenberg, a jego następca w okresie 1589-1625 został ks. Jan Kupzau. W 1625 sprawował ten stanowisko to objął ks. Andrzej Meyer, a następnie w latach 1636-1657 ks. Daniel Schultz. Kolejnym duszpasterzem parafii był w okresie 1658-1663 pochodzący z Polski ks. Stefan Ferdynand de Poniatowa Poniatowski, będący konwertytą z katolicyzmu – pełnił on wcześniej duchownego rzymskokatolickiego. W 1664 funkcję proboszcza objął ks. Jan Molerus.
Około 1818 została utworzona diecezja ze stolicą w Olecku, której terytorium zbliżone było do obecnych granic powiatu oleckiego. 
Stanowisko miejscowego proboszcza w okresie 1820–1837 pełnił ks. August Fryderyk Czygan, który był założycielem i redaktorem misyjnej polskojęzycznej gazety Nowiny o Rozszerzaniu Wiary Chrześcijańskiej. Czasopismo wydawane było szwabachą. 
Na synodzie diecezjalnym w 1836 uchwalono potępienie germanizacji w placówkach oświatowych na terenie Mazur, określając ją jako niezgodą z wartościami chrześcijańskimi oraz prawami człowieka.
Po ks. Czyganie kolejnymi duszpasterzami byli ks. Ernst August Stern (1837–1865), ks. Ludwik Schellong (1865–1868), ks. Ernst Teodor Teschner (1898–1921), ks. Herman Rudolf Niklas (1921–1930) i ks. Ernst Wilamowski.
W latach 20. XX wieku olecka parafia skupiła około 10 000 wiernych i pod jej zarządem działała stacja socjalna oraz dom opieki.
W 1945 budynek kościoła został zniszczony, a plebania zajęta przez biura PUR. Po zakończeniu wojny opiekę duszpasterską nad miejscowymi ewangelikami w roztoczył ks. Emil Dawid z parafii w Giżycku. Do lipca 1948 w pracy w Olecku pomagał mu dojeżdżający z Wydmin ks. diakon Edmund Schajer. Następnie administrację nad zborem przekazano ks. Bertoldowi Rückertowi z parafii w Piszu. Według stanu z 1949 w miasto wraz z okolicznymi miejscowościami liczyło około 1700 wiernych. Nabożeństwa prowadzone były w kaplicy położonej w jednym z budynków dawnego kompleksu zabudowań parafialnych. W 1954 rozebrane zostały ruiny kościoła, a na jego miejscu został w późniejszym okresie wybudowany rzymskokatolicki kościół Najświętszej Maryi Panny Królowej Polski.
Od 1955 kolejnym administratorem parafii w Olecku został ks. Maksymilian Cybulla z parafii w Rynie. Do pomocy wyznaczony mu został ks. diakon Czesław Gostomski z Mrągowa, którego mianowano pełniącym obowiązki administratora zboru. Planowano, aby duchowny ten zamieszkał na terenie miasta. W 1955 wystosował on podanie do ks. seniora Edmunda Friszke o przekształcenie Olecka w niezależną parafię. Ksiądz Gostomski czynił starania o pozyskanie od władz powiatowych mieszkania w Olecku, w tej sprawie pismo do białostockiego Wydziału do Spraw Wyznań przesłał również senior Friszke. Mieszkanie zostało przekazane w 1956, jednak ostatecznie duchowny nie przyjął go ze względu na niezadowalający stan.
22 lipca 1955 w oleckiej kaplicy miała miejsce konfirmacja 11 osób, którą uświetnił występ miejscowego chóru, któremu dyrygował Maks Reske. 
Ksiądz Gostomski zamieszkał w Olecku we wrześniu 1956 w domu miejscowych parafian, czyniąc cały czas wysiłki o pozyskanie własnego lokalu i kierując podania do różnych organów państwowych. Wskazywał na potrzebę odzyskania przez zbór dawnego budynku Społeczności Chrześcijańskiej położonego w sąsiedztwie obecnej kaplicy, zlokalizowanej 100 m dalej plebanii, jak również dwurodzinnego domu piętrowego mieszczącego wcześniej mieszkania wdów po pastorach.
W piśmie z marca 1957 duszpasterz wspominał o masowych wyjazdach wiernych parafii – w ostatnim miesiącu przed jego wystosowaniem kraj opuściło 121 osób, a kolejne posiadały już wezwanie do wyjazdu. W maju 1957 również ks. Gostomski zdecydował o opuszczeniu Polski, na skutek czego zarząd nad parafią objął ks. Edward Busse z parafii w Mrągowie. W 1962 parafia w Olecku została przekształcona na zbór podległy Mrągowu. Od tego samego roku duszpasterzem oleckich wiernych został ks. Jerzy Drzewiecki zamieszkały w Ełku. Pracę w Olecku prowadził do 1964, kiedy został zastąpiony przez ks. Ottona Jaworskiego, również z Ełku. 
W 1967 olecki zbór przemianowano na stację kaznodziejską parafii w Ełku. Ks. Jaworski zajmował się zborem do listopada 1970, a następnie administrację przekazano ks. Władysławowi Pilchowi z parafii w Mikołajkach. Stacja kaznodziejska liczyła wówczas 21 wiernych. Następnie wróciła ona do parafii ełckiej, administrowanej przez ks. Janusza Jaguckiego, proboszcza parafii w Giżycku. Nie organizowano już wówczas nabożeństw w Olecku, a piętrowy dom w którym działała wcześniej kaplica został 29 września 1975 zbyty na rzecz skarbu państwa.
Do wznowienia prowadzenia nabożeństw na terenie Olecka doszło w 1992 i prowadził je ks. Piotr Sitek z parafii w Suwałkach. Odbywały się one w wynajmowanym lokalu. Od momentu braku możliwości sprawowania nabożeństw w tym pomieszczeniu, oleccy ewangelicy otoczeni opieką duszpasterską duchownych z Suwałk dojeżdżają do tamtejszego kościoła lub filialnej kaplicy w Gołdapi.

### Sejny

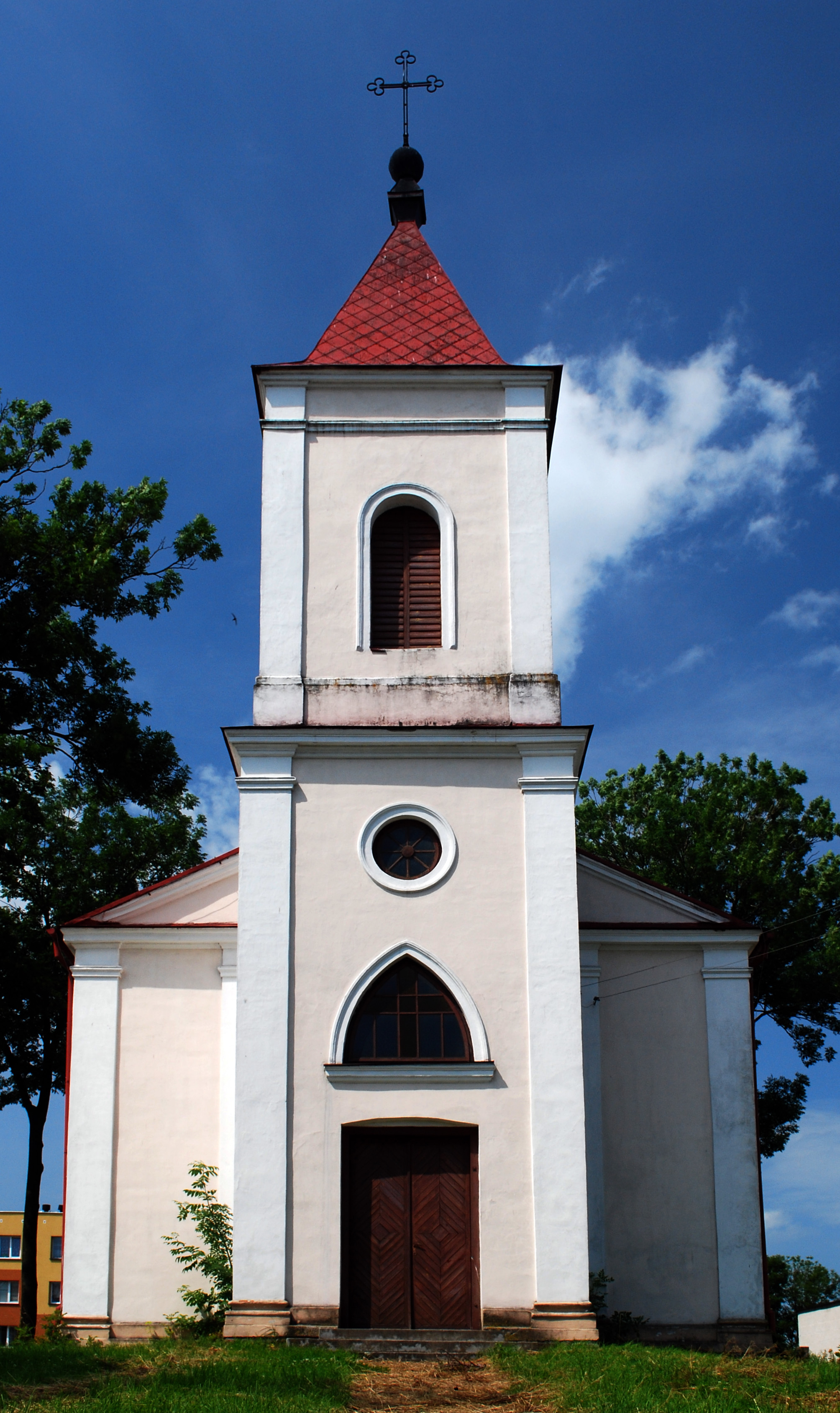
Dawny ewangelicki kościół filialny w Sejnach, obecnie rzymskokatolicki

Budowa kościoła ewangelickiego w Sejnach została umożliwiona dzięki zgodzie udzielonej w 1843 przez carycę Aleksandrę Romanową. Dzięki jej dotacji został w 1844 wybudowany dom modlitwy, gdzie początkowo odbywały się nabożeństwa, jak również dwa obiekty mieszkalne. Nabyto także działkę na urządzenie ogrodu. W 1844 wzniesiono budynek kościoła. Miejscowy zbór należał jako filiał do parafii w Suwałkach. W 1880 skupiał 721 wiernych, którzy stanowili 151 rodzin. Było to 480 osób narodowości niemieckiej i 241 polskiej.
Na przełomie XIX i XX wieku nastąpił znaczny spadek liczby członków zboru na skutek ich wyjazdów zarobkowych, przede wszystkim do Stanów Zjednoczonych. 
Podczas I wojny światowej miejscowi ewangelicy zostali przez rosyjskie władze uznani za zwolenników Prus i oskarżeni o szpiegostwo. Luteranie wszystkich narodowości byli wysiedlani w głąb Rosji, a mężczyźni wcielani do rosyjskiej armii.
W 1921 do filiału należało 313 wiernych. Do 1938 liczba ta wzrosła do poziomu 400 osób. W końcu lat 30. XX wieku tutejsi wyznawcy byli oskarżani przez polską administrację o sympatie z III Rzeszą, w związku z czym na przełomie lat 1938-1939 policja wraz z Korpusem Ochrony Pogranicza przygotowała listy podejrzanych osób narodowości niemieckiej.
Po nastaniu okupacji sowieckiej w 1939 większość z sejneńskich ewangelików została uwięziona przez Rosjan, a następnie przekazana Niemcom i przez nich zwolniona. Po przejęciu zarządu okupacyjnego nad tym terytorium przez III Rzeszę, w marcu 1941 wszystkie osoby wyznania ewangelickiego zostały uznane z Niemców i pod groźbą internowania lub przesiedlenia do Generalnego Gubernatorstwa zmuszano ich do podpisania volkslisty. Niepodpisujący zostawali również wysyłani do obozów koncentracyjnych.
W okresie okupacji nabożeństwa w kościele filialnym w Sejnach nie odbywały się, z uwagi na to, że nie zgodzono się na prowadzenie ich w języku niemieckim. Poskutkowało to również przewiezieniem oponentów do obozów koncentracyjnych.
W 1945 sejneński kościół ewangelicki wraz z pozostałymi zabudowaniami zborowymi został zajęty przez katolików i urządzono w nim świątynię garnizonową. Następnie został przeznaczony przez nich na kościół pomocniczy.

## Współczesność
Parafia w 2018 liczyła około 100 wiernych, z czego w samych Suwałkach około 20 osób. Nabożeństwa w kościele św. Trójcy odbywają się w każdą niedzielę i święta. W świątyni organizowane są również koncerty.
Do parafii należy również filiał w Gołdapi z kaplicą św. Trójcy, w której nabożeństwa sprawowane są w każdą niedzielę miesiąca oraz w święta.
Przy parafii działa biuro ewangelickiego kapelana wojskowego.